# Мозаїки Київського палацу дітей та юнацтва
Мозаїки Київського палацу дітей та юнацтва — серія мозаїчних панно художників-монументалістів Ади Рибачук і Володимира Мельниченка в екстер'єрі та інтер'єрі Київського палацу дітей та юнацтва.
Палац, мозаїчні композиції, а також фонтан і басейн на площі перед палацом є пам'яткою неомодерного монументального мистецтва.
За визначенням дослідників, панно — виразний художній акцент палацу. Мозаїчні композиції виступають контрастом скляним стінам і напружено-прямолінійним архітектурним формам будівлі. Ада Рибачук і Володимир Мельниченко за допомогою мотивів творчості народних художників спромоглися створити сповнений радості мальовничий світ, передати яскравими фарбами й м'якими ритмами образну систему народного мистецтва.

## Історія

Київський палац дітей та юнацтва

Після спільної роботи над проєктом Київського центрального автовокзалу архітектор Авраам Мілецький запропонував Аді Рибачук і Володимирові Мельниченкові долучитися до оформлення Палацу піонерів та юнацтва.
Монументалісти одразу відкинули «барабанно-піонерську тематику», типову для оформлення дитячих закладів радянської доби. Натомість вирішили оформити інтер'єри палацу за мотивами народного мистецтва. Щоб опрацювати тему, художникам необхідно було ознайомитись з фондами Київського державного музею українського мистецтва, доступ до яких був обмежений. Тому митці мали звернутися по дозвіл до начальника Управління музеїв та охорони пам'яток Міністерства культури УРСР.
Загальна концепція майбутніх панно сформувалась під впливом творів народних мисткинь Марії Примаченко, Ганни Собачко, Параски Власенко та інших народних майстрів.
Під час роботи над композицією художники, за радянськими уявленнями, допустили крамолу. На одному з ескізів вони намалювали на блакитному тлі жовтих сонце і птахів. Художня рада одразу відкинула цей проєкт, оскільки митців за синьо-жовті кольори влада могла звинуватити в «українському буржуазному націоналізмові».
23 травня 1965 року відбулось урочисте відкриття палацу. На заходи прибув партійний керівник України Петро Шелест. 1967 року колектив архітекторів палацу відзначили Державною премією СРСР. Натомість Ада Рибачук і Володимир Мельниченко грошову винагороду не отримали, оскільки Авраам Мілецький, як й у випадку з автовокзалом, не включив їх до списку авторів. Пояснював це тим, що через репутацію бунтарів, яку мали митці, премію могли скасувати всім.

«Вершники»
«На голубому коні»
«На червоному коні»

## Опис

Фонтан «Сонце, Зорі та Сузір'я»

### Фонтан
На площі перед Палацом піонерів і школярів облаштували фонтан «Сонце, Зорі та Сузір'я». Площа рельєфів і мозаїки становить
713 квадратних метрів. Проєкт мозаїчних композицій басейну підготували також Ада Рибачук і Володимир Мельниченко.
У 1980-х роках фонтан відключили.
2017 року міський голова Віталій Кличко за клопотанням керівництва палацу доручив провести реставрацію мозаїчного комплексу фонтанів. Один з авторів Володимир Мельниченко виступив координатором робіт.
2019 року на День захисту дітей, після сорокарічної перерви, фонтан знову запрацював.

### Інтер'єр

«Чарівна скрипочка» (присвячено Марії Примаченко)

«Діти світу»

Ада Рибачук, Володимир Мельниченко і скульптор Василь Бородай особливу увагу зосередили на оформлені інтер'єрів. Митці майстерно застосували колір, фактуру й декоративні якості різних матеріалів. Зокрема для оздоблення приміщень використали мозаїку, майоліку, бетон, карбування.
В інтер'єрі палацу зроблено кілька панно.
У головному корпусі на першому поверху містяться:
- «Діти світу»,
- «Нестор Літописець та Іван Федоров»,
- «Хлопчик з білочкою».

На другому поверсі:
- «Київ — Місто-Герой».

У Залі казок:
- «Арлекін і Мальвіна»,
- «Народна творчість».

У Залі Дружби народів:
- «Дівчинка дарує квітку Кокорі» (за мотивами повісті-казки Хоакіна Гутьєрреса[es][7][8]),
- «Знамена».

У лабораторному корпусі:
- «Чарівна скрипочка» (присвячено Марії Примаченко),
- «Вершники на голубому та червоному»,
- «Золоте колосся»,
- «Ой співаночки мої»

У Холі домового господарювання:
- «Соняшники»,
- «Танок із масками»[9].

## Галерея

Композиції в інтер’єрі палацу